# توماس گوتشالک
توماس گوتشالک (آلمانی: Thomas Gottschalk؛ زادهٔ ۱۸ مهٔ ۱۹۵۰) یک مجری تلویزیون، رادیو، بازیگر و سرگرمی‌ساز اهل آلمان است.
از فیلم‌ها یا برنامه‌های تلویزیونی که وی در آن نقش داشته‌است، می‌توان به نگهبان باغ‌وحش و راهبه بدلی ۲: بازگشت به عادت اشاره کرد.